# Eugene Roshal

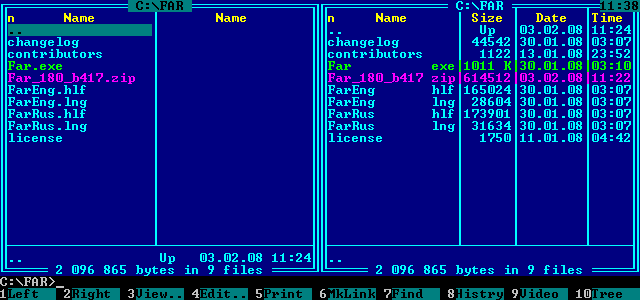
FAR manager

Eugene Roshal (em russo:  Евгений Лазаревич Рошал) é um engenheiro de software russo, mais conhecido como o desenvolvedor de:
- Formato de arquivo RAR (1993)
- Arquivador de arquivos WinRAR (1995)
- Gerenciador de arquivos FAR (1996)

O algoritmo de compressão RAR é oficialmente de propriedade de seu irmão mais velho, Alexander, porque Eugene Roshal "não tem tempo para preocupar-se com desenvolvimento de software e as questões relacionadas com direitos de autor ao mesmo tempo."